# Miguel Hidalgo Número Uno
Miguel Hidalgo Número Uno är en ort i Mexiko.   Den ligger i kommunen Tonalá och delstaten Chiapas, i den sydöstra delen av landet, 700 km sydost om huvudstaden Mexico City. Miguel Hidalgo Número Uno ligger 183 meter över havet och antalet invånare är 123.
Terrängen runt Miguel Hidalgo Número Uno är varierad. Runt Miguel Hidalgo Número Uno är det ganska glesbefolkat, med 34 invånare per kvadratkilometer. Närmaste större samhälle är Tonalá, 6,6 km väster om Miguel Hidalgo Número Uno. I omgivningarna runt Miguel Hidalgo Número Uno växer huvudsakligen savannskog.